# Andrzej Malina
Andrzej Janusz Malina (* 11. října 1960 Klarysev, Polsko) je polský zápasník, bývalý reprezentant v zápase řecko-římském, dnes trenér. V roce 1988 na olympijských hrách v Soulu vypadl v kategorii do 90 kg ve třetím kole. V roce 1986 zvítězil na mistrovství světa, v roce 1982 vybojoval 2. a v roce 1983 3. místo na mistrovství Evropy. Čtyřikrát se stal mistrem Polska. V roce 1986 byl vyhlášen polským Sportovcem roku.